# Akshay Kumar
Akshay Kumar (nascut Rajiv Hari Om Bhatia; Amritsar, 9 de setembre de 1967) és un actor, productor, lluitador d'arts marcials i estrella televisiva canadenc nascut a l'Índia. Al llarg de la seva carrera, Kumar ha participat en un centenar de pel·lícules de Bollywood, a més de guanyar diversos premis entre els quals destaquen el Premi Nacional de Cinema al millor actor per la seva interpretació a Rustom, així com dos premis Filmfare.
Box Office India situa Kumar com un dels actors més exitosos de la història del cinema indi.

## Filmografia
Del centenar de pel·lícules on Akshay Kumar ha participat, les que li han reportat més reconeixement o premis són les següents:
| - Khiladi -(1992) - Mohra -(1994) - Main Khiladi Tu Anari -(1994) - Sabse Bada Khiladi -(1995) - Dil To Pagal Hai -(1997) - Hera Pheri - (2000) - Andaaz -(2003) - Khakee -(2004) - Mujhse Shaadi Karogi -(2004) - Garam Masala -(2005) | - Phir Hera Pheri -(2006) - Namastey London-(2007) - Heyy Babyy -(2007) - Bhool Bhulaiya -(2007) - Singh Is Kinng- (2008) - Housefull 2-(2012) - OMG – Oh My God! -(2012) - Airlift -(2016) - Rustom - (2016) - Toilet: Ek Prem Katha - (2017) |